# 哥本哈根市郊铁路
哥本哈根市郊铁路（丹麥語：S-tog），是丹麥首都哥本哈根的全电气化通勤鐵路，此通勤铁路系统将哥本哈根市中心、郊区與邻近城市连接起来，其与德國柏林、汉堡以及奧地利维也纳的市郊铁路“S-Bahn”类似。本系統由丹麦国家铁路負責營運並為其附屬機構。

## 历史
19世纪中后期為丹麥鐵路發展的初期階段，此時有不少乘客选择搭乘火车往来哥本哈根市内及邻近城市，其可以视为哥本哈根市郊铁路的前身。隨後丹麥政府陸續改建部分既有国铁线路，其改建路線重新命名為哥本哈根市郊铁路，並於1934年4月3日正式宣布通車。首批通車路段为腓特烈斯贝站⟷万勒瑟站⟷戈特霍布路站⟷诺勒布罗站⟷灵比路站⟷海勒鲁普站⟷夏洛滕隆站⟷奥德鲁普站⟷克兰彭堡站。哥本哈根市郊铁路充分利用既有国铁路線，不断進行改建並延伸服務範圍，进而形成今日覆盖哥本哈根市区及邻近城市的通勤铁路路網。时至今日，该路網已經成为哥本哈根公共交通的重要组成部分，每日大约有35万名乘客利用此系統，而位於哥本哈根市中心內的平均站距約为2千米，郊区和邻近城市路段之各車站間的距離則更長。
本系统与哥本哈根地铁、城際鐵路以及高度发达的公交车系统結合互補，共构成大哥本哈根地区的大眾運輸系統。此外，前述提及的所有大眾運輸系統之票價皆採用相同的運價率計算公式擬訂。
1978年，哥本哈根市郊铁路列车改为一人驾驶制。 2009年，全面引入免费WiFi；免费WiFi服务后因不再受欢迎而于2020年1月1日取消。

## 手指状城市规划
从运营图上来看，哥本哈根市郊铁路很像从哥本哈根火车总站伸出的五只手指，这并不是一个偶然或者巧合，这与哥本哈根的城市规划方案息息相关，这一方案就是城市规划学中著名的“哥本哈根手指状城市规划”，该方案产生于1947年。该方案设计哥本哈根城市区域将沿着五个“手指“向五个方向发展，而从五个”手指“的居住区向哥本哈根中央区通勤主要就依靠哥本哈根市郊铁路来进行。五个“手指”上的区域为居住区和商业区，而五个“手指”之间的土地则被用于公共绿地和其他用途。
与在斯德哥尔摩相似，“手指形态规划”的核心是通过延已确定走廊的线状发展，以保证区域内相当比例的就业人口能够使用轨道公共交通上下班。分布在绿楔中的“手指”，可以实现有效地、放射状的向心通勤，同时也有助于维持一个合适规模的中心城区。该规划所产生的住宅区模式同样也会有利于保持原有的居住习惯并有效控制基础设施的发展成本。

## 现运营线路一览表
| 线路                             | 开通日期                           | 现起始路径                         | 备注 |
| -------------------------------- | ---------------------------------- | ---------------------------------- | --- |
|                                  | 1934年5月15日                      | 洪迪厄站 ⟷ 希勒勒站 （工作日白天） | 夜间及周末时段A线和E线合并为A线，这时A线列车同时停靠A线车站及E线车站                                                                                      |
| 克厄站 ⟷ 希勒勒站 （夜间及周末） | 1934年5月15日                      |                                    | 夜间及周末时段A线和E线合并为A线，这时A线列车同时停靠A线车站及E线车站                                                                                      |
|                                  | 1936年5月15日                      | 霍耶-措斯楚普站 ⟷ 法鲁姆站         | |
|                                  | 1963年5月26日                      | 霍耶-措斯楚普站 ⟷ 布津厄站         | 仅高峰时段开行 |
|                                  | 1950年5月26日                      | 腓特烈松站 ⟷ 克兰彭堡站            | |
|                                  | 1968年5月26日                      | 克厄站 ⟷ 霍尔特站                  | 仅工作日白天开行。 |
|                                  | 1934年4月3日                       | 新埃勒比约站 ⟷ 海勒鲁普站          | |
|                                  | 1972年10月1日 （首次开通，后停运） | 巴勒鲁普站 ⟷ 东门站                | 1972年10月1日首次开通，1979年9月30日停运。1987年恢复。曾多次改线。1972年至今的各个时期的线路均经过哥本哈根火车总站⟷东门站的铁路。现时仅在工作日白天开行。 |
| 1987年5月31日 （复办）           |                                    | 巴勒鲁普站 ⟷ 东门站                | 1972年10月1日首次开通，1979年9月30日停运。1987年恢复。曾多次改线。1972年至今的各个时期的线路均经过哥本哈根火车总站⟷东门站的铁路。现时仅在工作日白天开行。 |

## 中文版运营线路图（数据截至2021年4月4日）
- 左侧线路图为周一至周五白天时段线路图，右侧线路图为其余运营时段线路图（2020年12月14日开始执行，数据截至2021年4月4日）

## 已停运线路一览表
| 线路                                         | 开通日期                     | 停运日期                                    | 大致走向                                                            | 备注 |
| -------------------------------------------- | ---------------------------- | ------------------------------------------- | ------------------------------------------------------------------- | --- |
| A+                                           | 1993年9月25日                | 2007年9月23日                               | 索尔勒斯特兰站⟷哥本哈根火车总站⟷东门站 （1993年开通—1995年）        | 运营期间曾多次改变线路及停靠站，停运后并入A线。                                                                                |
| A+                                           | 1993年9月25日                | 2007年9月23日                               | 克厄站⟷哥本哈根火车总站⟷东门站 （1995年—2006年）                    | 运营期间曾多次改变线路及停靠站，停运后并入A线。                                                                                |
| A+                                           | 1993年9月25日                | 2007年9月23日                               | 克厄站⟷哥本哈根火车总站⟷布津厄站 （2006年—2007年）                  | 运营期间曾多次改变线路及停靠站，停运后并入A线。                                                                                |
| Ax                                           | 1972年10月1日                | 1992年5月31日                               | 瓦伦斯拜克站⟷哥本哈根火车总站⟷海勒鲁普站 （1972年开通—1976年）      | 运营期间曾多次改变线路及停靠站，停运后改为K线。                                                                                |
| Ax                                           | 1972年10月1日                | 1992年5月31日                               | 洪迪厄站⟷哥本哈根火车总站⟷海勒鲁普站 （1976年—1979年）              | 运营期间曾多次改变线路及停靠站，停运后改为K线。                                                                                |
| Ax                                           | 1972年10月1日                | 1992年5月31日                               | 洪迪厄站⟷哥本哈根火车总站⟷东门站 （1979年—1987年）                  | 运营期间曾多次改变线路及停靠站，停运后改为K线。                                                                                |
| Ax                                           | 1972年10月1日                | 1992年5月31日                               | 洪迪厄站⟷哥本哈根火车总站⟷法鲁姆站 （1987年—1989年）                | 运营期间曾多次改变线路及停靠站，停运后改为K线。                                                                                |
| Ax                                           | 1972年10月1日                | 1992年5月31日                               | 洪迪厄站⟷哥本哈根火车总站⟷东门站 （1989年—1991年）                  | 运营期间曾多次改变线路及停靠站，停运后改为K线。                                                                                |
| Ax                                           | 1972年10月1日                | 1992年5月31日                               | 索尔勒斯特兰站⟷哥本哈根火车总站⟷东门站 （1991年—1992年）            | 运营期间曾多次改变线路及停靠站，停运后改为K线。                                                                                |
| Bb                                           | 1979年9月30日                | 1987年5月31日                               | 措斯楚普站⟷哥本哈根火车总站⟷海勒鲁普站 （1979年—1986年）            | 运营期间仅在工作日的白天开行。                                                                                                 |
| Bb                                           | 1979年9月30日                | 1987年5月31日                               | 霍耶-措斯楚普站⟷哥本哈根火车总站⟷海勒鲁普站 （1986年—1987年）       | 运营期间仅在工作日的白天开行。                                                                                                 |
| B+                                           | 1993年9月25日                | 2007年9月23日                               | 霍耶-措斯楚普站⟷哥本哈根火车总站⟷霍尔特站                           | 停运后并入B线。 |
| B0                                           | 1969年9月29日                | 1972年10月1日                               | 格洛斯楚普站⟷哥本哈根火车总站 （1969年—1970年）                     | |
| B0                                           | 1969年9月29日                | 1972年10月1日                               | 措斯楚普站⟷哥本哈根火车总站 （1970年—1972年）                       | |
| Cc                                           | 1979年9月30日                | 1989年5月27日                               | 巴勒鲁普站⟷哥本哈根火车总站⟷霍尔特站                                | |
| Cx                                           | 1966年12月5日                | 1993年9月25日                               | 巴勒鲁普站⟷哥本哈根火车总站⟷海勒鲁普站 （1966年—1972年）            | 运营期间曾多次改变线路及停靠站。                                                                                               |
| Cx                                           | 1966年12月5日                | 1993年9月25日                               | 海莱乌站⟷哥本哈根火车总站⟷希勒勒站 （1972年—1973年）                | 运营期间曾多次改变线路及停靠站。                                                                                               |
| Cx                                           | 1966年12月5日                | 1993年9月25日                               | 巴勒鲁普站⟷哥本哈根火车总站⟷希勒勒站 （1973年—1989年）              | 运营期间曾多次改变线路及停靠站。                                                                                               |
| Cx                                           | 1966年12月5日                | 1993年9月25日                               | 巴勒鲁普站⟷哥本哈根火车总站 （1989年—1993年）                       | 运营期间曾多次改变线路及停靠站。                                                                                               |
| Ex                                           | 1968年5月26日 （第一次开通） | 1972年10月1日 （第一次停运）                | 哥本哈根火车总站⟷希勒勒站 （1968年—1972年）                         | 仅高峰时段运营，停运后并入Cx线。                                                                                               |
| Ex                                           | 1983年9月25日 （第二次开通） | 2007年9月23日 （第二次停运）                | 克厄站⟷哥本哈根火车总站 （1983年—1986年）                           | 运营期间曾多次改变线路及停靠站。                                                                                               |
| Ex                                           | 1983年9月25日 （第二次开通） | 2007年9月23日 （第二次停运）                | 克厄站⟷哥本哈根火车总站⟷海勒鲁普站 （1986年—1995年）                | 运营期间曾多次改变线路及停靠站。                                                                                               |
| Ex                                           | 1983年9月25日 （第二次开通） | 2007年9月23日 （第二次停运）                | 索尔勒斯特兰站⟷哥本哈根火车总站⟷海勒鲁普站 （1995年—2002年）        | 运营期间曾多次改变线路及停靠站。                                                                                               |
| Ex                                           | 1983年9月25日 （第二次开通） | 2007年9月23日 （第二次停运）                | 克厄站⟷哥本哈根火车总站⟷海勒鲁普站 （2002年—2006年）                | 运营期间曾多次改变线路及停靠站。                                                                                               |
| Ex                                           | 1983年9月25日 （第二次开通） | 2007年9月23日 （第二次停运）                | 克厄站⟷哥本哈根火车总站⟷东门站 （2006年—2007年）                    | 运营期间曾多次改变线路及停靠站。                                                                                               |
| F+                                           | 2002年9月15日                | 2007年9月23日                               | C·F·里克路站⟷海勒鲁普站⟷克兰彭堡站 （2002年—2004年）                | 运营期间曾多次改变线路及停靠站。                                                                                               |
| F+                                           | 2002年9月15日                | 2007年9月23日                               | 弗林特霍尔姆站⟷海勒鲁普站⟷克兰彭堡站 （2004年—2005年）              | 运营期间曾多次改变线路及停靠站。                                                                                               |
| F+                                           | 2002年9月15日                | 2007年9月23日                               | 新埃勒比约站⟷弗林特霍尔姆站⟷海勒鲁普站⟷克兰彭堡站 （2005年—2007年） | 运营期间曾多次改变线路及停靠站。                                                                                               |
| Fx                                           | 1973年6月3日                 | 1979年9月30日                               | 腓特烈斯贝站⟷万勒瑟站⟷诺勒布罗站⟷海勒鲁普站                         | 仅高峰时段运行 |
| H+                                           | 1993年9月26日                | 2007年9月23日                               | 巴勒鲁普站⟷哥本哈根火车总站⟷法鲁姆站 （1993年—2000年）              | 运营期间曾多次改变线路及停靠站。                                                                                               |
| H+                                           | 1993年9月26日                | 2007年9月23日                               | 韦克瑟站⟷哥本哈根火车总站⟷法鲁姆站 （2000年—2002年）                | 运营期间曾多次改变线路及停靠站。                                                                                               |
| H+                                           | 1993年9月26日                | 2007年9月23日                               | 腓特烈松站⟷哥本哈根火车总站⟷法鲁姆站 （2002年—2007年）              | 运营期间曾多次改变线路及停靠站。                                                                                               |
| K                                            | 1992年5月31日                | 1993年9月25日                               | 索尔勒斯特兰站⟷哥本哈根火车总站⟷东门站                              | 1993年9月25日改为A+线。 |
| L                                            | 1989年5月27日                | 1993年9月25日                               | 霍耶-措斯楚普站⟷哥本哈根火车总站⟷霍尔特站                           | 僅在工作日的白天运行。1993年9月25日改线路编码為B+。                                                                            |
|                                              | 1989年5月27日 （第一次开通） | 2002年9月15日 （第一次停运）                | 腓特烈斯贝站⟷万勒瑟站⟷海勒鲁普站 （1989年开通—1998年）              | 1989年5月27日首通至2002年9月15日停运期间曾多次改变线路及停靠站，停运后改为F+线。2014年7月28日再次开通，2017年7月16日再次停运。 |
| 日山站⟷万勒瑟站⟷海勒鲁普站 （1998年—2000年） | 1989年5月27日 （第一次开通） | 2002年9月15日 （第一次停运）                |                                                                     | 1989年5月27日首通至2002年9月15日停运期间曾多次改变线路及停靠站，停运后改为F+线。2014年7月28日再次开通，2017年7月16日再次停运。 |
| 万勒瑟站⟷海勒鲁普站 （2000年—2002年）        | 1989年5月27日 （第一次开通） | 2002年9月15日 （第一次停运）                |                                                                     | 1989年5月27日首通至2002年9月15日停运期间曾多次改变线路及停靠站，停运后改为F+线。2014年7月28日再次开通，2017年7月16日再次停运。 |
| C·F·里克路站⟷海勒鲁普站 （2002年）           | 1989年5月27日 （第一次开通） | 2002年9月15日 （第一次停运）                |                                                                     | 1989年5月27日首通至2002年9月15日停运期间曾多次改变线路及停靠站，停运后改为F+线。2014年7月28日再次开通，2017年7月16日再次停运。 |
| 2014年7月28日 (第二次开通)                   | 2017年7月16日 （第二次停运） | 新埃勒比约站⟷诺勒布罗站⟷海勒鲁普站⟷希勒勒站 |                                                                     | 1989年5月27日首通至2002年9月15日停运期间曾多次改变线路及停靠站，停运后改为F+线。2014年7月28日再次开通，2017年7月16日再次停运。 |

## 重要

### 哥本哈根火车总站
除哥本哈根市郊铁路F线外所有的市郊线路均通过哥本哈根火车总站。哥本哈根火车总站是丹麦最大的火车站。几乎所有哥本哈根的跨国列车服务都由哥本哈根火车总站提供。哥本哈根火车总站目前可以不出站换乘哥本哈根地铁3号线。

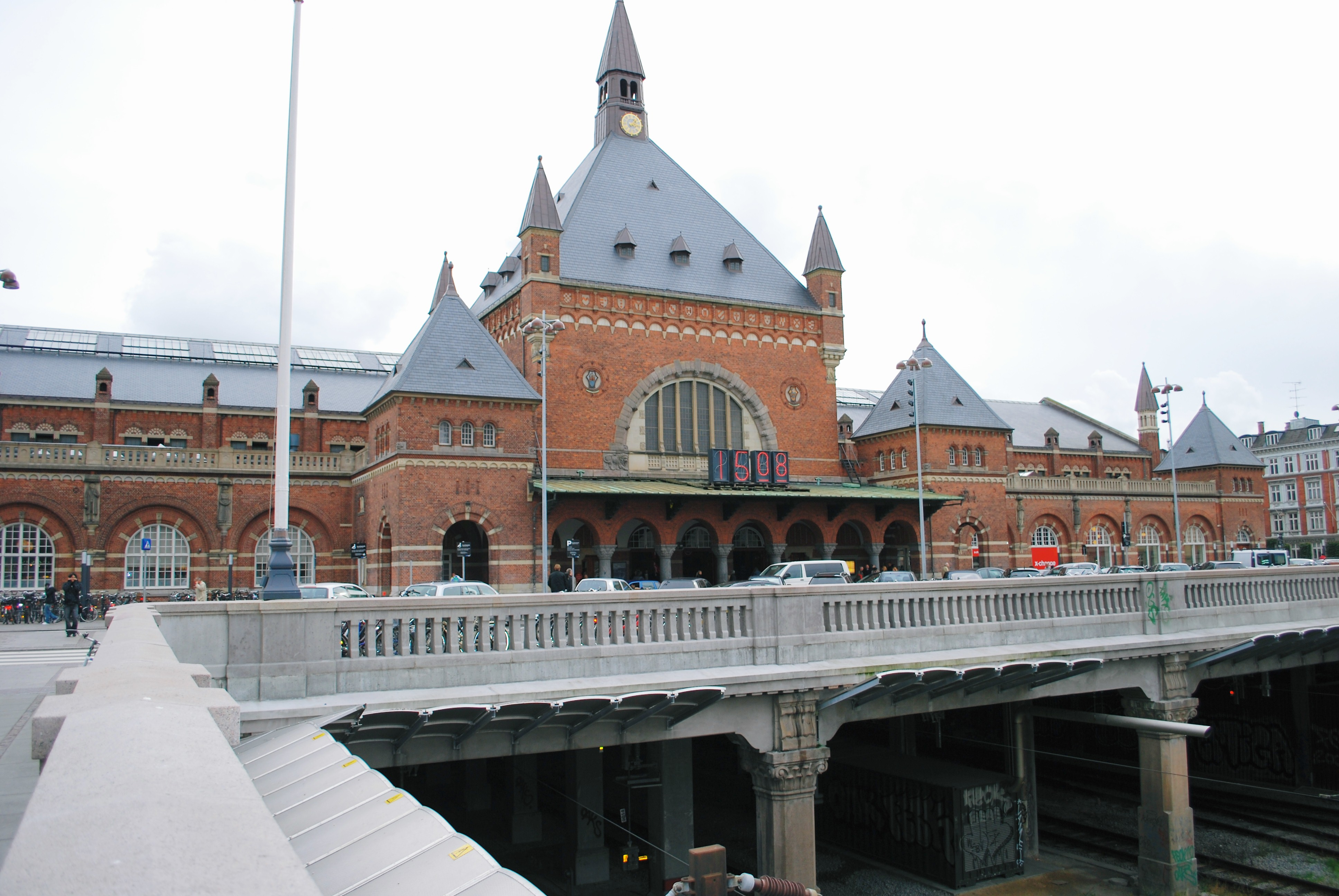
哥本哈根火车总站

### 北门站
北门站作为丹麦国内最繁忙的火车站，每日有近25万人经过该火车站出行。火车站地下部分的三个站台分别服务于城际铁路、哥本哈根市郊铁路以及哥本哈根地铁，在地面上则有多辆重要的公交车线路来往。

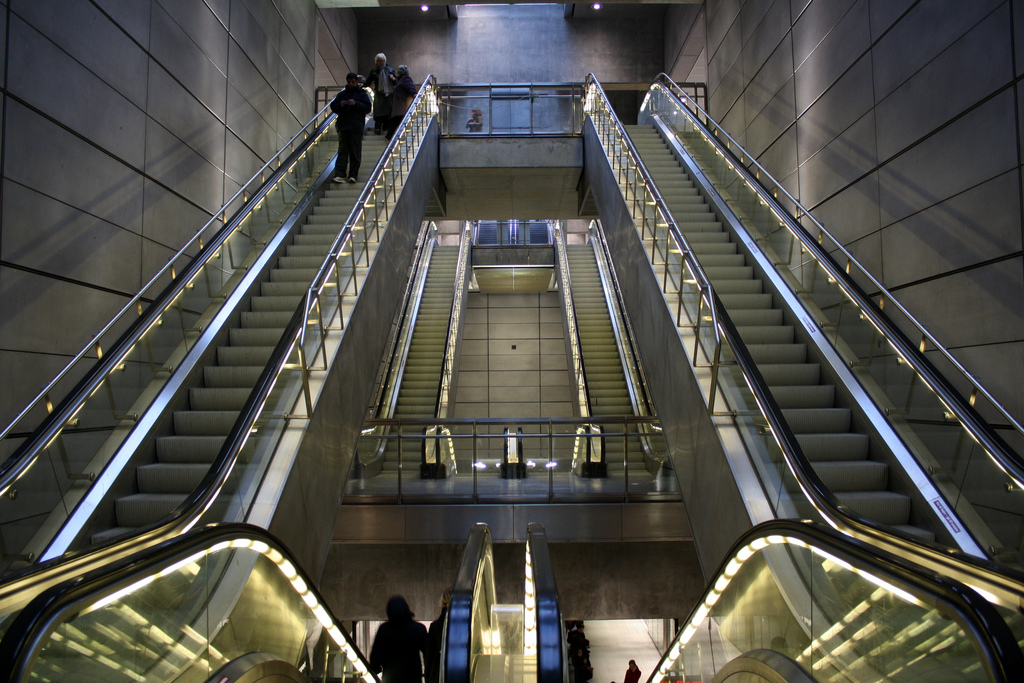
北门站

## 所属铁路线路

### 电气化制式
哥本哈根市郊铁路自1934年4月3日首通至今均为全部采用架空电缆供电的电气化通勤铁路。因而，每当有铁路线路划入哥本哈根市郊铁路网络，均随之进行电气化工程。
哥本哈根市郊铁路虽是丹麦国家铁路利用所属国铁线路、车站开办的通勤铁路，但哥本哈根市郊铁路的电气化制式与丹麦国家铁路所属的主线铁路并不相同。哥本哈根市郊铁路采用直流 1650伏 架空电缆供电，丹麦国家铁路所属的主线铁路采用交流 25千伏 50赫兹 架空电缆供电。 这使得两者的电气化火车难以通用，哥本哈根市郊铁路的轨道亦与主线铁路相对独立，尽管很多车站共用。
出现同一国家、同一铁路公司内部存在两种互不兼容的铁路电气化制式原因在于哥本哈根市郊铁路是丹麦铁路网络中先行电气化的部分，1934年哥本哈根市郊铁路首通时更为先进的交流 25千伏 50赫兹 架空电缆供电这一供电制式尚未普及。而丹麦国家铁路所属的主线铁路直到20世纪80年代才建成大规模电气化铁路网络。丹麦国家铁路所属的主线铁路在进行电气化工程时直接采用了更为先进的交流 25千伏 50赫兹 架空电缆供电，但同属丹麦国家铁路的哥本哈根市郊铁路却没有随之变更电气化铁路供电制式。

### 现时使用铁路
- 克厄湾铁路：因该铁路多数路段沿克厄湾行进而得名，两端终点分别为哥本哈根火车总站和克厄站。克厄湾铁路是哥本哈根市郊铁路系统现在或曾经使用的铁路线路中唯一的新建铁路，其余均为改建既有铁路。
- 野兔森林铁路（丹麥語：Hareskovbanen）：又称“法鲁姆铁路”，两端终点分别为法鲁姆站和天鹅磨坊站，在吕帕肯站与哥本哈根环线铁路相通。
- 西兰岛北线铁路：哥本哈根市郊铁路仅使用其中的哥本哈根火车总站⟷希勒勒站部分。
- 克兰彭堡铁路：两端终点分别为哥本哈根火车总站和克兰彭堡站。
- 霍耶-措斯楚普铁路：两端终点分别为哥本哈根火车总站和霍耶-措斯楚普站。
- 腓特烈松铁路：两端终点分别为哥本哈根火车总站和腓特烈松站。

- 哥本哈根环线铁路：该铁路实际上仅为西半环，两端终点分别为海勒鲁普站和新埃勒比约站。

### 曾经使用铁路
- 腓特烈斯贝铁路（丹麥語：Frederiksbergbanen）：1934年4月3日哥本哈根市郊铁路首通时开始有哥本哈根市郊铁路列车经过。1998年至2000年陆续分段退出丹麦国家铁路网络（包括下属的哥本哈根市郊铁路）。现已改建为哥本哈根地铁。

## 使用车辆
哥本哈根市郊铁路曾先后使用4代列车，均为采用架空电缆供电的动力分散式电力动车组。目前，第四代哥本哈根市郊铁路列车之前各代列车均已退役。

### 第一代哥本哈根市郊铁路列车（1934年—1978年）
第一代哥本哈根市郊铁路列车于1934年首次上线运营。先后于1934年至1962年制造。最大运营速度90千米/小时。最初采用3节编组（动—拖—动），后陆续增加多种编组。由弗里奇公司与斯堪的亚公司（Scandia A/S）联合制造。斯堪的亚公司（Scandia A/S）现为庞巴迪交通（丹麦） 。其中，弗里奇公司负责制造电气部分，斯堪的亚公司（Scandia A/S）负责制造包括车体在内的非电气部分。1978年，除一列用作旅游列车外全部退役，用作旅游列车的那一列亦于2003年退役。

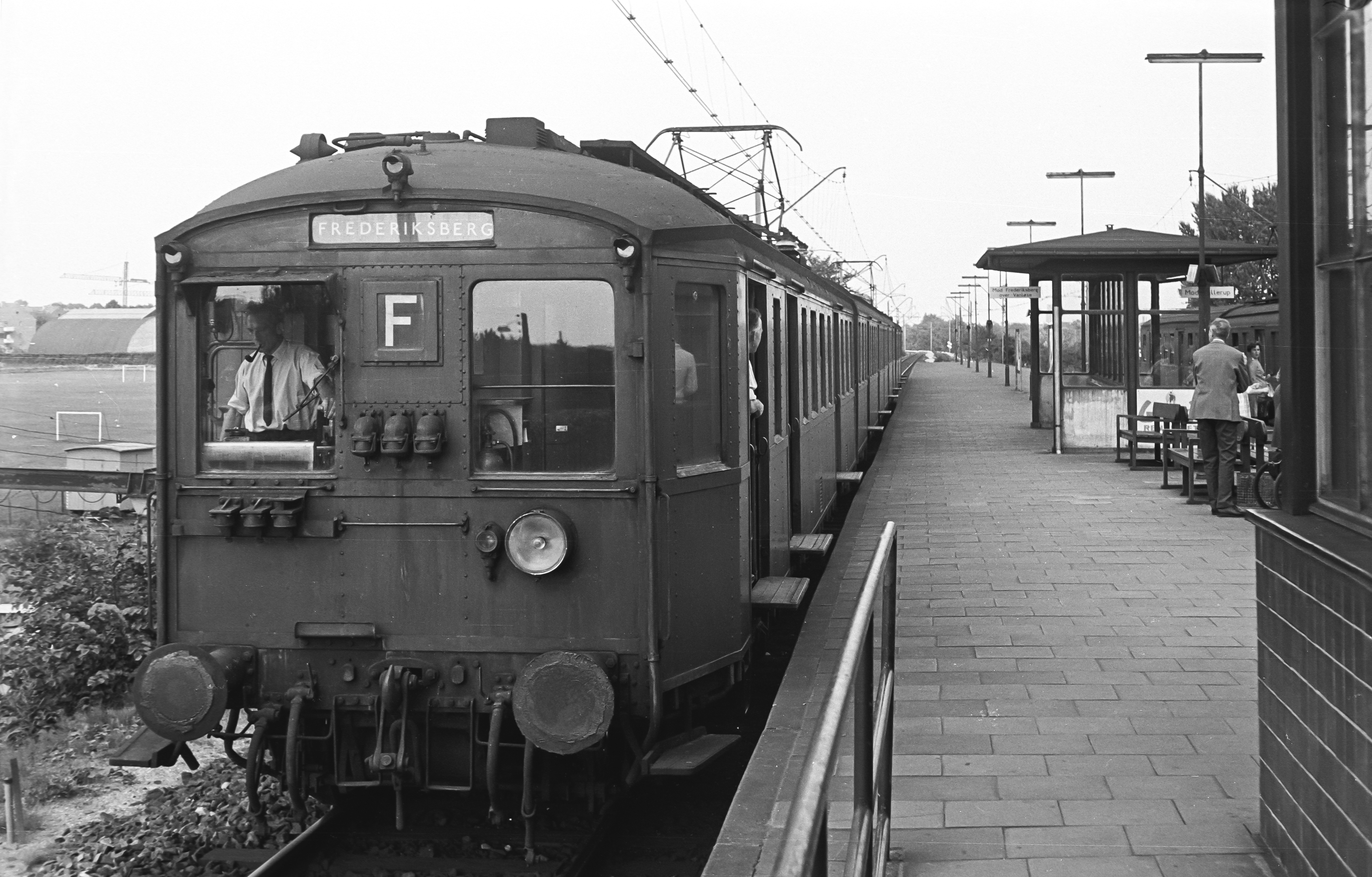
1969年8月，第一代哥本哈根市郊铁路列车停靠在灵比路站（今吕帕肯站）

### 第二代哥本哈根市郊铁路列车（1967年—2007年）
第二代哥本哈根市郊铁路列车于1967年首次上线运营。亦为弗里奇公司与斯堪的亚公司（Scandia A/S）于1967年至1978年间联合制造。其中，弗里奇公司负责制造动力车，斯堪的亚公司负责制造拖车。哥本哈根市郊铁路列车于本代开始采用红色涂装，并沿用至今。
本代列车最大运营速度提至100千米/小时。 共拥有3种编组：
- 两节编组（1动1拖）：包含1节一等座车（动力车，后改为二等座车）、1节二等座车（拖车）。

- 两节编组（1动1拖）：由两节二等座车组成。

- 四节编组（2动2拖）：包含1节有动力头车、1节中间拖车、1节中间动力车、1节无动力头车。

2007年1月7日时，仅有几列准备用作博物馆藏品的本代列车还在运营。2007年2月3日，官方举办退役典礼并进行最后一次运营。其中一列退役后由丹麦铁路社团收藏，并曾在相关纪念活动中重新上线开行。

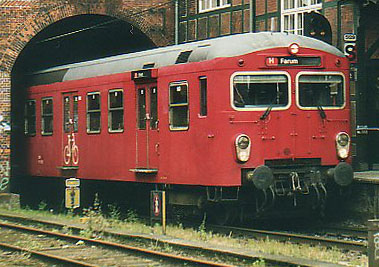
2001年8月，第二代哥本哈根市郊铁路列车停靠在东门站

### 第三代哥本哈根市郊铁路列车（1986年—2006年）

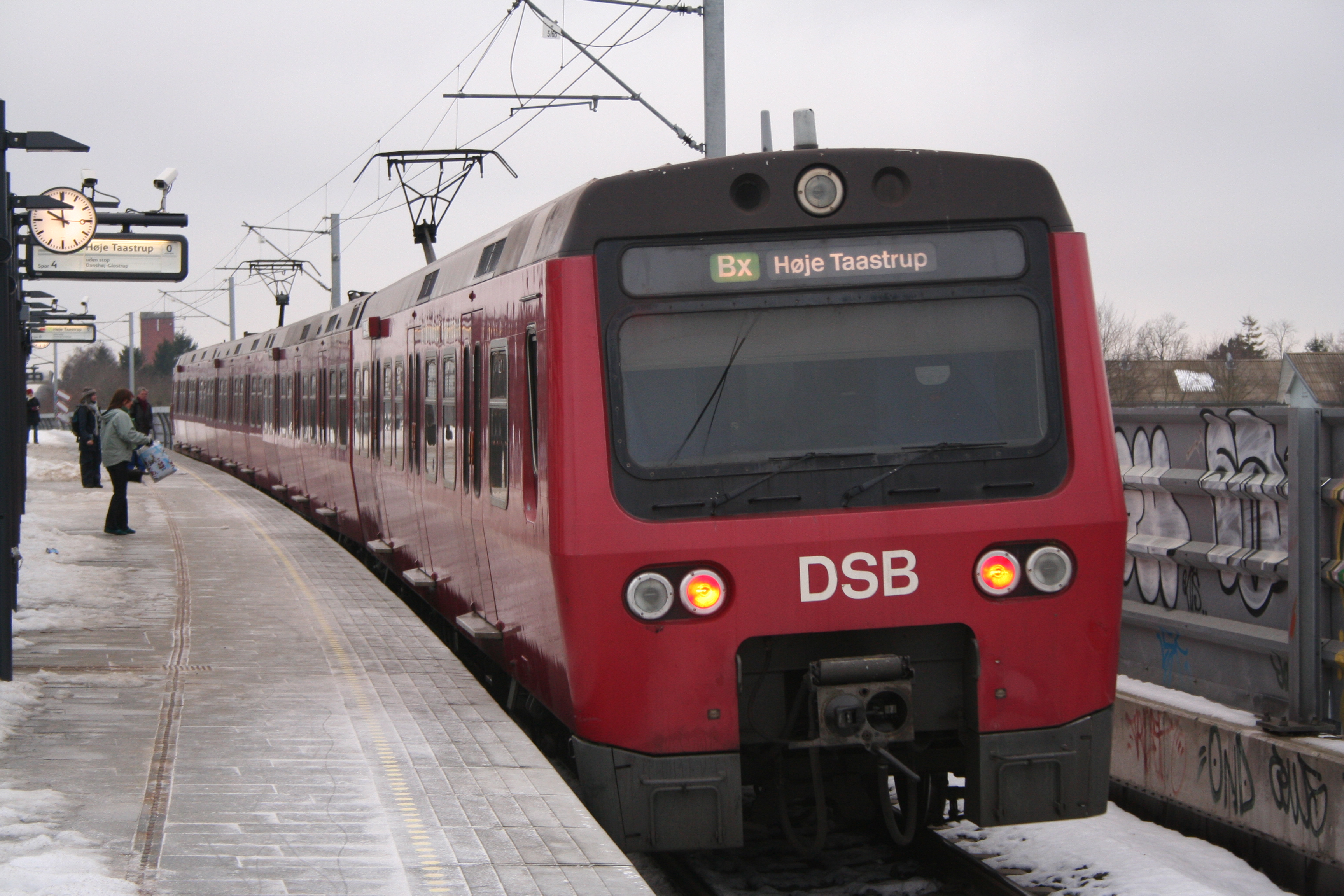
第三代哥本哈根市郊铁路列车，2006年拍摄

第三代哥本哈根市郊铁路列车量产型由瑞典通用电气公司于1985年至1986年间制造，1986年首次上线运营。尽管本代列车舒适性较比前两代列车更高，但因较高的故障率使得其从未取代第二代哥本哈根市郊铁路列车，而是与第二代哥本哈根市郊铁路列车并行使用。第三代哥本哈根市郊铁路列车采用4节编组，共计12列（另有32列4节编组列车订单取消）。最大运营速度100千米/小时。本代列车是哥本哈根市郊铁路系统中首代安装有斩波器的列车。
初期运行在霍耶-措斯楚普站至霍尔特站之间的铁路上（分属霍耶-措斯楚普铁路和西兰岛北线铁路），供哥本哈根市郊铁路B线列车使用。1995年，其中4列（16节车厢）退役，另外8列转移至哥本哈根环线铁路供哥本哈根市郊铁路F线使用至全部退役。本代列车退役前夕，曾发生小童被卡车门的事故，这在一定程度上促成了2006年6月本代列车全数退役。退役后，运营方曾尝试出售这批列车，但未能找到买家。2007年8月23日，这批列车运至霍尔拜克市镇拆解。

### 第四代哥本哈根市郊铁路列车（1996年至今）
第四代哥本哈根市郊铁路列车于1996年首次上线运营。是首代采用鼓形车体的哥本哈根市郊铁路列车。同时使用“丹麦国铁SA型电力动车组”和“丹麦国铁SE型电力动车组”两个型号的列车。这两个型号的列车外观差异并不是很大、内部结构相似度也很高，因而属同一车族的不同型号。最明显的不同在于丹麦国铁SA型电力动车组为8节编组，丹麦国铁SE型电力动车组为4节编组。两个型号的列车两端均设有驾驶室，两型动车组亦可重联运行。
上述两个型号的第四代哥本哈根市郊铁路列车的最大运营速度均为120千米/小时。不过部分路段限速介乎90千米/小时至100千米/小时之间。而现时运行在哥本哈根环线铁路上的F线列车最大运营速度仅为80千米/小时。
两型列车的制造商均为法国阿尔斯通和德国西门子。其中部分铝制部件的供应商为挪威海德鲁。
两型列车的每节车厢长度均只有大约10米，仅为一般铁路客车的一半。两者均采用1轴转向架。在高峰时段，为增加载客量，本代列车经常会让两列列车重联运行。若让两列8节编组的列车重联运行，则总长度将达到168米。 两端头车安装夏芬伯格车钩。列车设有闭路电视。本代列车为空调车，但仍有车窗能够打开。为节约能源，本代列车安装有能够将制动时产生的反作用力转换为电能的再生制动。

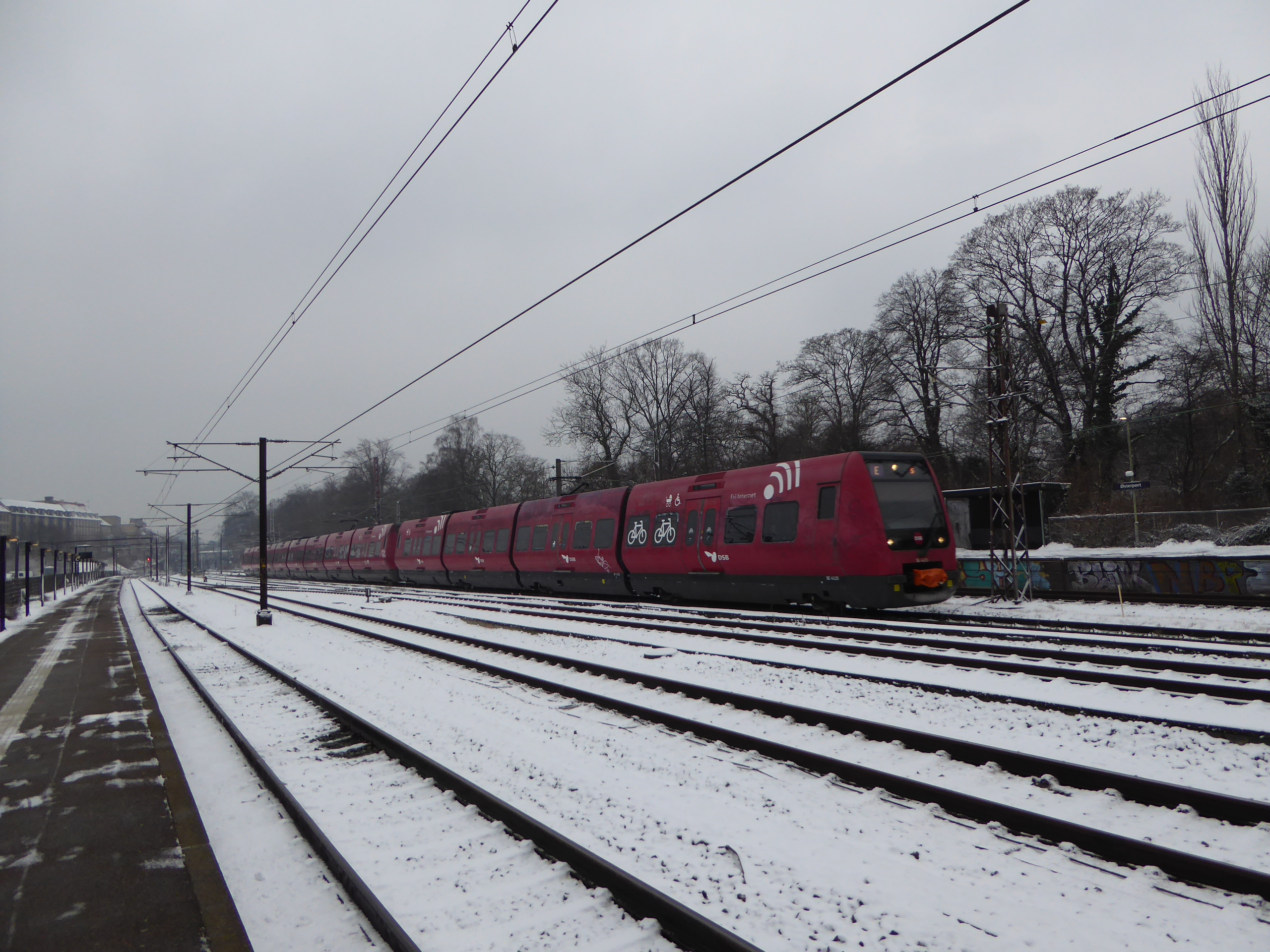
从这张照片中可以看出，第四代哥本哈根市郊铁路列车采用1轴转向架。照片中的列车还是由一列“丹麦国铁SA型电力动车组”和一列“丹麦国铁SE型电力动车组”重联运行。
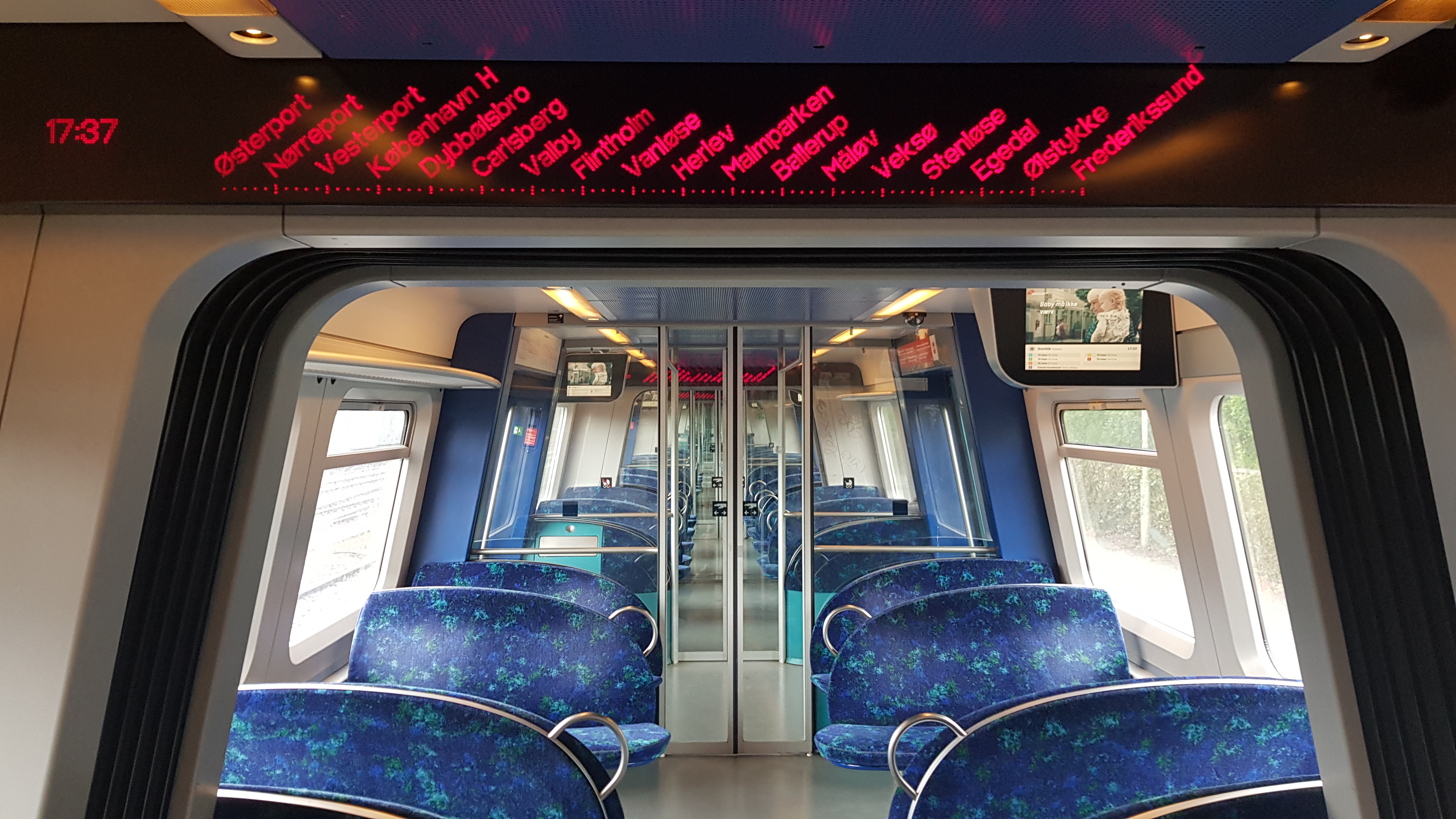
第四代哥本哈根市郊铁路列车内部

#### 丹麦国铁SA型电力动车组
丹麦国铁SA型电力动车组为8节编组，其中两节车厢有受电弓，编组为：有动力头车—有动力中间车（带受电弓）—无动力中间车—有动力中间车—有动力中间车—无动力中间车—有动力中间车（带受电弓）—有动力头车。先后于1996年至2007年间上线运营。除两端头车每节车厢安装有两个转向架外，其余每节车厢仅安装有1个转向架。
哥本哈根市郊铁路先后共采购105列丹麦国铁SA型电力动车组。其中一列在2002年因事故报废，目前拥有104列。

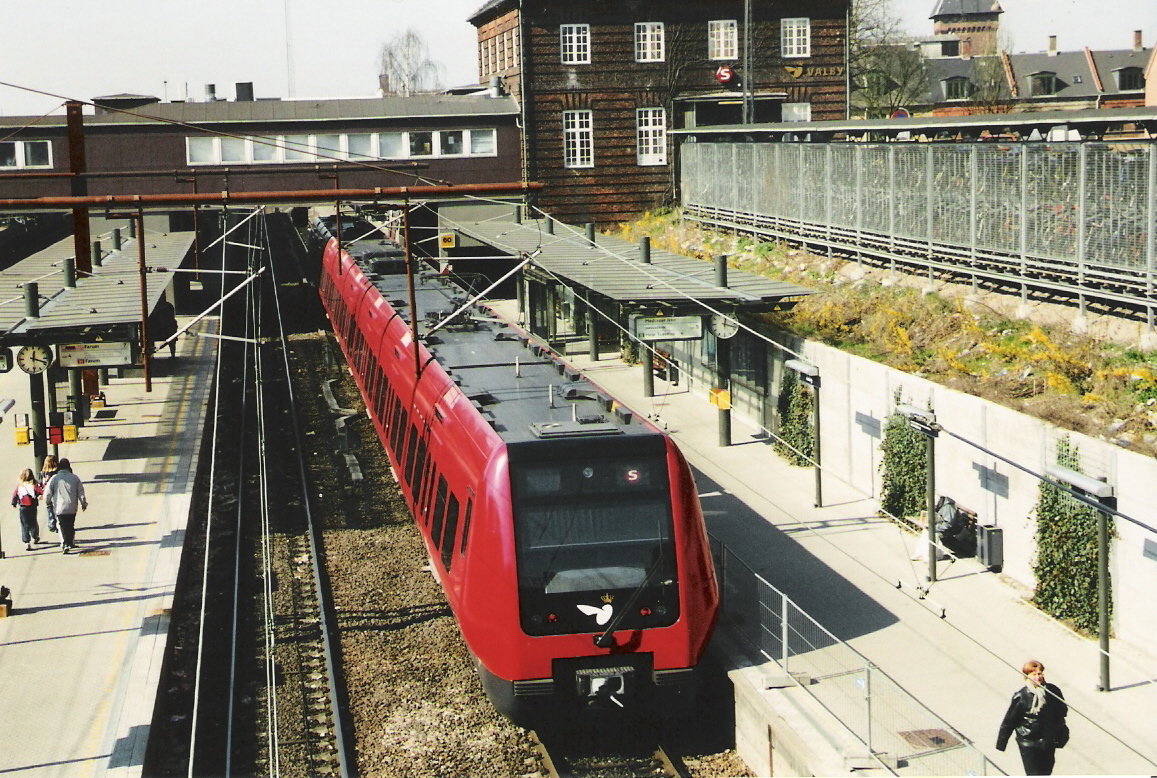
丹麦国铁SA型电力动车组停靠在瓦尔比站（2002年4月拍摄）

#### 丹麦国铁SE型电力动车组
丹麦国铁SE型电力动车组为4节编组，唯一的受电弓安装在1节中间车上。哥本哈根市郊铁路共采购31列本型列车。

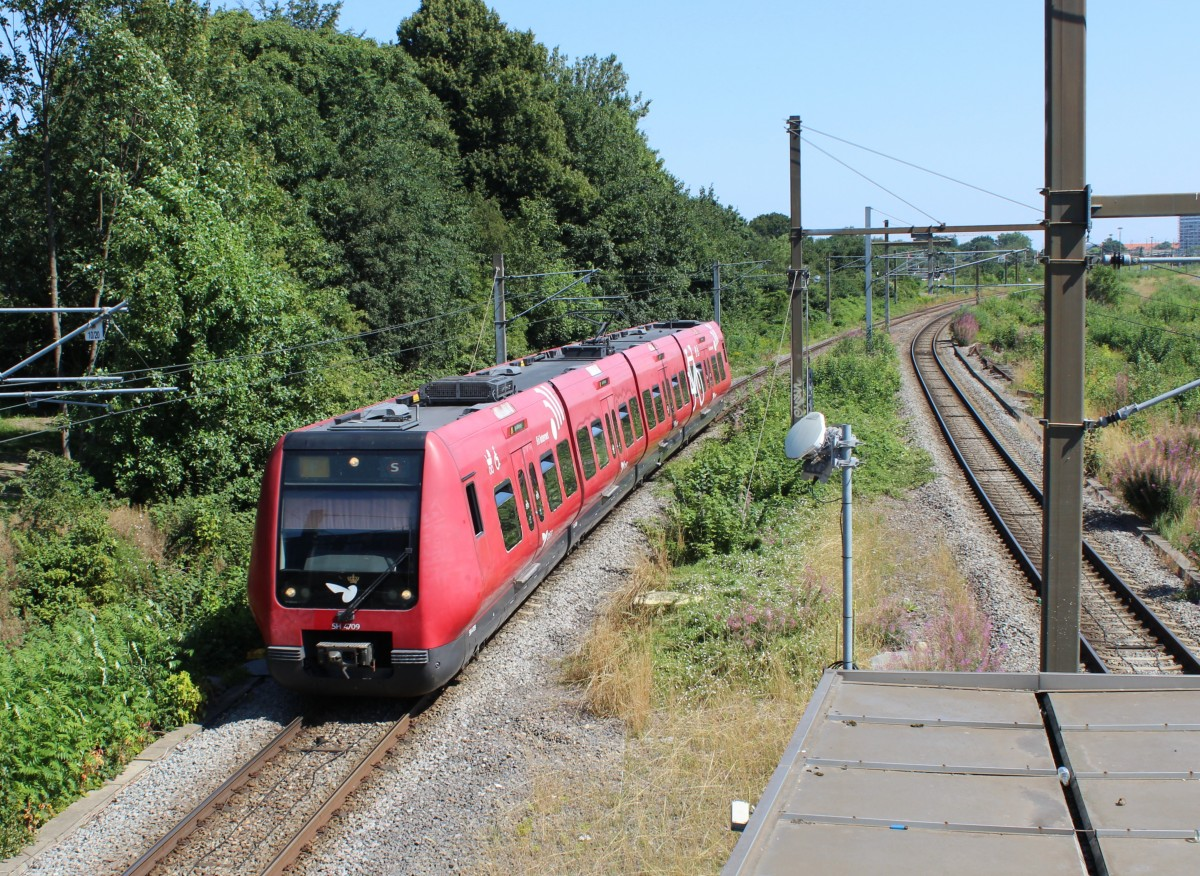
丹麦国铁SE型电力动车组

## 未成规划

### 地下线路
此处所指的“地下线路”并非哥本哈根市郊铁路所使用的哥本哈根大街铁路位于地下的路段，而是至少在1941年就已提出的横贯哥本哈根主城区的哥本哈根市郊铁路地下线路。这一规划中的哥本哈根市郊铁路地下线路北起野兔森林铁路沿线地区，经哥本哈根火车总站或北门站，南至阿迈厄岛。为节约开挖大断面隧道的建设成本，计划使用轨道供电，为此还曾于1949年—1951年间在哥本哈根环线铁路戈特霍布路站（今格伦达尔站）↔富勒巴肯站区间试验性加装供电轨。20世纪60年代至70年代上线的第二代哥本哈根市郊铁路列车亦配有可升降的受电弓，以便在隧道中降下受电弓行驶。
这一规划后来未能实施。2002年首通的哥本哈根地铁借鉴了这一规划，但哥本哈根地铁和哥本哈根市郊铁路是两套不同的轨道交通系统，电气化制式和限界均不相同，运营商也互不隶属。

### 延线至罗斯基勒
历史上曾有将哥本哈根市郊铁路延伸至罗斯基勒的规划。同时还为此计划采购兼容双电气化制式的通勤型电力动车组，因为既有哥本哈根市郊铁路的电气化制式为直流 1650伏 架空电缆供电且这一规划若成功列车将有一段行走在使用交流 25千伏 50赫兹 架空电缆供电的电气化铁路上。这一延线计划和引入兼容双电气化制式的通勤型电力动车组的计划均于2002年取消，但有关方面后分别又在2009年—2011年和2019年再次进行论证。

### 延线至赫尔辛格
在2009年—2011年，有关方面还曾考虑让哥本哈根市郊铁路列车行走西兰岛海岸铁路全线，以提升西兰岛海岸铁路客运运力（西兰岛海岸铁路两端终点分别位于哥本哈根和赫尔辛格，同时是连接这两座城市线路最短的铁路线路，因沿海岸线行进而得名）。